# صلب (قرية)
قرية سودانية تقع علي الضفة الغربية للنيل شمال الشلال الثالث على بعد 40كلم جنوب مدينة عبري. وعلى بعد 220كلم من مدينة وادي حلفا بين الشلالين الثاني والثالث. في الولاية الشمالية من السودان. وهي قرية تاريخية بها آثار جمة.

## الآثار
1. بها معالم تاريخية من العصر الفرعوني منا معبد ضخم شيده أمنحتب امنيوفيس الثالث للإله أمون رع الإله الملكي ولنفسه.
2. وقد تكون تلك الآثار مهددة بقيام سد دال، والله أعلم.

وصف المعبد
يقع المعبد على أعلى تل من الجرانيت، ويرتفع عن النيل 300 أو 400قدم، وله جوانب مدرجة تكسوها كتل ضخمة غير منتظمة وصخور كبيرة، أما الجانب المشرف على النهر، فقائم وبينه وبين النهر مسافة 27م يمتد فيها الدرب، البناء المشيد على الجرف يطل على النهر وبه حائطين ضخمين، وسقف مستوٍ كبير، وعلى السقف شبه قبة عمودية الجوانب، وليس به أعمدة ولا بناء آخر، والمعبد نفسه يحيط من كل جوانبه صخور عالية تحجب معظمه عن البصر، ويتراوح جدرانه من 30 إلى 50قدم، مبنية من الجرانيت، والمعبد عريق وقديم جداً، ويعتبر هذا المعبد أهم أثر مصري قديم في بلاد النوبة، والذي شاده الملك أمينوفيس الثالث (الدولة الثامنة عشر) 1400ق.م (1408-1371 ق.م) وقد أقيم هذا المعبد إهداء لأمون رع إله الكرنك، ولذكرى مؤسسه الثالت، ومع أن يد الخراب عملت فيه ما عملت ،إلا أنه ما زال يعتبر حتى اليوم أهم آثار مصر في الأراضي النوبية، كما أن نقوشه الكتابية ونحوته البارزة تحمل في تضاعيفها قيم رفيعة، وتعد مصدراً من أهم المصادر الموثوقة بها لدراسة نواحي (الفرعون) الآلهة في بلاد النوبة، الممثلة في التصوير وفي العقائد الدينية.

## النشاط السكاني
- الزراعة
- الرعي
- التجارة
- التنقيب عن الآثار، مساعدةً لعلماء التنقيب الأثري السويسريين.

## المصدر
- قرى السكوت، الدائرة الجغرافية بعبري